# Sarhua
Sarhua es una localidad peruana, capital del distrito del mismo nombre, ubicado en la Provincia de Víctor Fajardo, en el Departamento de Ayacucho. 
Es conocida como la cuna de la artesanía ayacuchana. Hasta mediados del siglo XX, los comuneros obsequiaban vigas y tablones previamente decorados con motivos alusivos a la pareja y su familia.